# Серакізці
Серакізці (пол. Sierakośce) — село в Польщі, у гміні Фредрополь Перемишльського повіту Підкарпатського воєводства, у межах етнічної української території Надсяння.
Населення — 534 особи (2011).

## Назва
У 1977-1981 рр. в ході кампанії ліквідації українських назв село називалося Каліновіце (пол. Kalinowice).

## Географія
Поверхня Серакозець рівнинна з невисокими пагорбами, ґрунти родючі, біля західної околиці села росте ліс. Населення становить 600 осіб. Село лежить на лівому березі річки Вігор при самому кордоні з Україною, на відстані 4 км на південь від Фредрополя, 17 км від Перемишля та 3,5 км від центру Нижанковичів (від південно-західної окраїни Нижанкович до північно-східної окраїни Серакозець — приблизно 300 м; у цьому місці села розділяє польсько-український кордон).

## Історія
Згідно з переказами в часи Київської Русі село лежало ближче до Сільця, в місці, яке пізніше дістало назву Селище. В околицях Серакізців знайдено сліди поселень раннього середньовіччя. Перший історичний переказ про село датується 1367 роком, коли Казимир Великий подарував його Стефанові Венгжинові, власникові риботицьких маєтків. На підставі податкових відомостей відомо, що православна парафія в Серакізцях існувала вже перед 1507 роком. Збереглося навіть прізвище одного з парохів. Був це священик Ходор. Після прийняття унії була тут самостійна греко-католицька парафія, яку аж у 1815 році приєднано до парафії в Нижанковичах.
У першій половині XVII століття власником села був Мартин Красіцький, власник Красічина. Його двоповерховий двір став своєрідною фортецею, де також були фільварок, корчма та млин на річці Рина.
1785-го року в селі проживало 457 греко-католиків, 33 римо-католиків і 15 євреїв. У 1840 р. було 721 греко-католиків. Згідно з «Географічним словником» 1880 року в селі було 112 хат і 631 мешканець, а при дворі — 10 хат, 129 жителів. Із загального числа 760 мешканців села 631 були греко-католиками, 86 римо-католиками та 43 особи були євреями.
1921-го року село нараховувало 138 будинків і 862 жителі, серед них 767 греко-католиків, 90 римо-католиків і 5 євреїв.
Село постраждало під час Першої світової війни, але в міжвоєнний період його відбудували. Збільшилась також кількість його жителів. У 1938 році мешкало 981 греко-католиків. Велику громадську діяльність розвинула читальня «Просвіти», активісти якої допомагали організовувати культурні заходи в сусідніх селах.
У часи радянської окупації в 1941 р. створено тут 7-річну школу, яку відвідували діти зі сусідніх сіл, зокрема з Аксманич.
У 1944 році, після того як повторно прийшли «совєти», 40 молодих чоловіків добровільно вступило в ряди Червоної Армії. Після дуже короткої військової підготовки всіх їх направлено на фронт, з якого багато не повернулось.
Після проведення в 1944 році державного кордону Серакізці опинилися зі східного, українського, боку. Велику частину людей депортовано вглиб Радянського Союзу. Після перемішення кордонів 1948-го року Серакізці знов опинились в Польщі, але вже без корінних жителів — у село прибули польські поселенці.
У 1975-1998 роках село належало до Перемишльського воєводства.

## Демографія
Демографічна структура станом на 31 березня 2011 року:
|          | Загалом | Допрацездатний вік | Працездатний вік | Постпрацездатний вік |
| -------- | ------- | ------------------ | ---------------- | -------------------- |
| Чоловіки | 270     | 54                 | 187              | 29                   |
| Жінки    | 264     | 54                 | 152              | 58                   |
| Разом    | 534     | 108                | 339              | 87                   |